# Es Trucadors
Es Trucadors es una pequeña península (considerada como istmo) que se encuentra al norte de la isla española de Formentera, en Baleares. Pertenece a la parroquia de San Fernando de las Rocas y está incluida en el parque natural de las Salinas.
Es una franja de tierra estrecha y baja, formada por un conjuntos de dunas más o menos estables, con una longitud cerca de 3 km y una anchura media de 200 m con algún punto donde no llega a los 100 m. La altura máxima es de 10,34 m.
La parte meridional de la península comprende entre el estany Pudent y el Pujol des Palo (10 m) y es Muntanyar (10,34 m). En esta zona se encuentran los estanques salineros d'en Marroig. A poniente se encuentra la playa de es Cavall d'En Borràs.
La parte central es la más turística. En la parte septentrional la península se va estrechando. Está formada por pequeños montículos rocosos unidos por lenguas de arena abiertas a levante y poniente y que, en invierno, el oleaje puede llegar a romper la península en estos puntos. La parte más meridional de este sector es la zona de n'Adolf, nombre originado por el naufragio del barco sueco Adolf, en 1882.
Cerca del extremo norte se encuentra "la Riada". Es un espacio singular construido por el alemán Johannes Schultz con piedras y materiales abandonados en la costa. Comenzó la creación en 1992, y cada año lo ha ido renovando, creando un espacio de formas sugerentes e imaginativas.
El extremo norte termina en la Punta des Trucadors. El estrecho des Pas, de 50 m de ancho y una profundidad de 2 m, separa la península del extremo meridional de la isla de Espalmador llamado Punta des Càrritx.